# Sīdī Muḥammad Belkebīr
Muḥammad ʿAbd Allāh Belkebīr (Laghmāra Būda, 1911 – Adrar, 15 settembre 2000) è stato un giurista e teologo algerino.
Lo sceicco Sīdī Muḥammad Belkebīr (frequente sintesi per "ben al-Kabīr") ben Muḥammad ben ʿAbd Allāh Belkebīr (in arabo سيدي محمد بن لكبير بن محمد بن عبد الله بن لكبير‎?, nativo del villaggio di Laghmāra Būda, è stato un giurista (faqih) e un teologo di scuola giuridica sunnita malikita vissuto ad Adrar, Algeria, città nella quale fondò nel 1949 una Madrasa. 
Alla cerimonia funebre, cui assistettero numerose migliaia di persone, fu presente anche l'allora Presidente della Repubblica d'Algeria Abdelaziz Bouteflika.
Alla sua memoria è intitolato l'Aeroporto di Adrar-Touat.